# Tournoi de tennis de Heilbronn
Le Heilbronner Neckarcup est un tournoi international de tennis masculin du circuit professionnel Challenger. Il a lieu tous les ans au mois de mai à Heilbronn, en Allemagne. Il a été créé en 2014 et se joue sur terre battue en extérieur.
Depuis 1988, un autre tournoi était organisé à Heilbronn, plus précisément à Talheim sous le nom de Intersport Heilbronn Open. Il se jouait fin janvier sur dur en intérieur. L'année 2014 marque la passation de pouvoir entre les 2 tournois qui sont organisés la même saison avant de voir disparaître l'ancien tournoi. 

## Palmarès messieurs

### Simple
| Année                                     | Vainqueur                                          | Finaliste                                          | Score                                              |                                                    |
| ----------------------------------------- | -------------------------------------------------- | -------------------------------------------------- | -------------------------------------------------- | -------------------------------------------------- |
| Heilbronn Open, Talheim, dur (int.)       |                                                    |                                                    |                                                    |                                                    |
| 1988                                      | Udo Riglewski                                      | Michael Kupferschmid                               | 6-3, 6-7, 6-4                                      |                                                    |
| 1989                                      | Michael Stich                                      | Michael Tauson                                     | 6-3, 6-2                                           |                                                    |
| 1990                                      | Milan Šrejber                                      | Alexander Mronz                                    | 7-6, 4-6, 7-6                                      |                                                    |
| 1991                                      | Diego Nargiso                                      | Markus Zoecke                                      | 3-6, 7-6, 6-3                                      |                                                    |
| 1992                                      | Karsten Braasch                                    | Markus Naewie                                      | 6-7, 6-2, 6-2                                      |                                                    |
| 1993                                      | David Prinosil                                     | Martin Damm                                        | 6-3, 7-6                                           |                                                    |
| 1994                                      | Markus Zoecke                                      | Cristiano Caratti                                  | 6-3, 6-4                                           |                                                    |
| 1995                                      | David Rikl                                         | Frederik Fetterlein                                | 7-5, 6-3                                           |                                                    |
| 1996                                      | Chris Woodruff                                     | Gianluca Pozzi                                     | 6-3, 6-3                                           |                                                    |
| 1997                                      | Henrik Holm                                        | Hendrik Dreekmann                                  | 6-3, 2-6, 6-0                                      |                                                    |
| 1998                                      | Martin Sinner                                      | Gianluca Pozzi                                     | 6-0, 3-6, 6-3                                      |                                                    |
| 1999                                      | Laurence Tieleman                                  | Markus Hantschk                                    | 6-2, 5-7, 6-3                                      |                                                    |
| 2000                                      | Magnus Larsson                                     | Stéphane Huet                                      | 6-3, 7-61                                          |                                                    |
| 2001                                      | Michaël Llodra                                     | Goran Ivanišević                                   | 6-3, 6-4                                           |                                                    |
| 2002                                      | Alexander Popp                                     | Jürgen Melzer                                      | 3-6, 6-3, 6-4                                      |                                                    |
| 2003                                      | Karol Beck                                         | Jürgen Melzer                                      | 6-2, 5-7, 7-65                                     |                                                    |
| 2004                                      | Gilles Elseneer                                    | Lars Burgsmüller                                   | 3-6, 6-3, 7-65                                     |                                                    |
| 2005                                      | Jiří Vaněk                                         | Lars Burgsmüller                                   | 6-2, 6-4                                           |                                                    |
| 2006                                      | Robin Söderling                                    | Tomáš Zíb                                          | 6-1, 6-4                                           |                                                    |
| 2007                                      | Michael Berrer                                     | Michaël Llodra                                     | 6-5 ab.                                            |                                                    |
| 2008                                      | Andrey Golubev                                     | Philipp Petzschner                                 | 2-6, 6-1, 3-1 ab.                                  |                                                    |
| 2009                                      | Benjamin Becker                                    | Karol Beck                                         | 6-4, 6-4                                           |                                                    |
| 2010                                      | Michael Berrer                                     | Andrey Golubev                                     | 6-3, 7-64                                          |                                                    |
| 2011                                      | Bastian Knittel                                    | Daniel Brands                                      | 7-64, 7-65                                         |                                                    |
| 2012                                      | Björn Phau                                         | Ruben Bemelmans                                    | 64-7, 6-3, 6-4                                     |                                                    |
| 2013                                      | Michael Berrer                                     | Jan-Lennard Struff                                 | 7-5, 6-3                                           |                                                    |
| 2014 (1)                                  | Peter Gojowczyk                                    | Igor Sijsling                                      | 6-4, 7-5                                           |                                                    |
| Neckarcup, Heilbronn, terre battue (int.) |                                                    |                                                    |                                                    |                                                    |
| 2014 (2)                                  | Jan-Lennard Struff                                 | Márton Fucsovics                                   | 6-2, 7-65                                          |                                                    |
| 2015                                      | Alexander Zverev                                   | Guido Pella                                        | 6-1, 7-67                                          |                                                    |
| 2016                                      | Nikoloz Basilashvili                               | Jan-Lennard Struff                                 | 6-4, 7-63                                          |                                                    |
| 2017                                      | Filip Krajinović                                   | Norbert Gombos                                     | 6-3, 6-2                                           |                                                    |
| 2018                                      | Rudolf Molleker                                    | Jiří Veselý                                        | 4-6, 6-4, 7-5                                      |                                                    |
| 2019                                      | Filip Krajinović                                   | Arthur De Greef                                    | 6-3, 6-1                                           |                                                    |
| 2020                                      | Édition annulée à cause de la pandémie de Covid-19 | Édition annulée à cause de la pandémie de Covid-19 | Édition annulée à cause de la pandémie de Covid-19 | Édition annulée à cause de la pandémie de Covid-19 |
| 2021                                      | Bernabé Zapata Miralles                            | Daniel Elahi Galán                                 | 6-3, 6-4                                           |                                                    |
| 2022                                      | Daniel Altmaier                                    | Andrej Martin                                      | 3-6, 6-1, 6-4                                      |                                                    |
| 2023                                      | Matteo Arnaldi                                     | Facundo Díaz Acosta                                | 7-64, 6-1                                          |                                                    |

### Double
| Année                                     | Vainqueurs                                   | Finalistes                              | Score                                  |                                        |
| ----------------------------------------- | -------------------------------------------- | --------------------------------------- | -------------------------------------- | -------------------------------------- |
| Heilbronn Open, Talheim, dur (int.)       |                                              |                                         |                                        |                                        |
| 1988                                      | Jaromir Becka Udo Riglewski                  | Axel Hornung Andreas Lesch              | 7-6, 4-6, 6-2                          |                                        |
| 1989                                      | Michael Stich Martin Sinner                  | George Cosac Adrian Marcu               | 4-6, 6-4, 7-6                          |                                        |
| 1990                                      | David Rikl Tomáš Anzari                      | Byron Talbot Jörgen Windahl             | 7-6, 7-6                               |                                        |
| 1991                                      | Diego Nargiso Stefano Pescosolido            | Michiel Schapers Christian Saceanu      | 6-2, 6-2                               |                                        |
| 1992                                      | Doug Eisenman Bent-Ove Pedersen              | Sander Groen Tomas Nydahl               | 6-1, 6-3                               |                                        |
| 1993                                      | Jan Apell Jonas Björkman                     | Brian Devening Peter Nyborg             | 6-2, 7-6                               |                                        |
| 1994                                      | Ģirts Dzelde Mathias Huning                  | Omar Camporese Cristiano Caratti        | 6-4, 6-2                               |                                        |
| 1995                                      | Saša Hiršzon Goran Ivanišević                | Martin Sinner Joost Winnink             | 6-4, 6-4                               |                                        |
| 1996                                      | Lorenzo Manta Pavel Vízner                   | Diego Nargiso Udo Riglewski             | 6-3, 7-6                               |                                        |
| 1997                                      | Olivier Delaitre Stéphane Simian             | Patrick Baur Clinton Ferreira           | 6-7, 6-3, 7-6                          |                                        |
| 1998                                      | Geoff Grant Mark Merklein                    | Stefano Pescosolido Vincenzo Santopadre | 6-3, 7-6                               |                                        |
| 1999                                      | Michael Kohlmann Filippo Veglio              | Justin Gimelstob Chris Woodruff         | 6-4, 63-7, 7-5                         |                                        |
| 2000                                      | Jan Siemerink John van Lottum                | Magnus Larsson Fredrik Loven            | 7–5, 7-66                              |                                        |
| 2001                                      | Sander Groen Jack Waite                      | Petr Luxa David Škoch                   | 1-6, 6-3, 7-64                         |                                        |
| 2002                                      | Aleksandar Kitinov Johan Landsberg           | František Čermák Ota Fukárek            | 65-7, 6-3, 6-1                         |                                        |
| 2003                                      | Simon Aspelin Johan Landsberg                | Petr Pála Pavel Vízner                  | 6-4, 6-4                               |                                        |
| 2004                                      | Mariusz Fyrstenberg Marcin Matkowski         | Lars Burgsmüller Kenneth Carlsen        | 6-3, 6-3                               |                                        |
| 2005                                      | Sébastien de Chaunac Michal Mertiňák         | Gilles Elseneer Gilles Müller           | 6-2, 3-6, 6-3                          |                                        |
| 2006                                      | Christopher Kas Philipp Petzschner           | Lukáš Dlouhý David Škoch                | 62-7, 6-3, [10-4]                      |                                        |
| 2007                                      | Michael Kohlmann Rainer Schüttler            | Sander Groen Michaël Llodra             | Forfait                                |                                        |
| 2008                                      | Rik De Voest Bobby Reynolds                  | Igor Kunitsyn Aisam-Ul-Haq Qureshi      | 7-62, 65-7, [10-4]                     |                                        |
| 2009                                      | Karol Beck Jaroslav Levinský                 | Benedikt Dorsch Philipp Petzschner      | 6-3, 6-2                               |                                        |
| 2010                                      | Sanchai Ratiwatana Sonchat Ratiwatana        | Mario Ančić Lovro Zovko                 | 6-4, 7-5                               |                                        |
| 2011                                      | Jamie Delgado Jonathan Marray                | Frank Moser David Škoch                 | 6-1, 6-4                               |                                        |
| 2012                                      | Johan Brunström Frederik Nielsen             | Treat Conrad Huey Dominic Inglot        | 6-3, 3-6, [10-6]                       |                                        |
| 2013                                      | Johan Brunström Raven Klaasen                | Jordan Kerr Andreas Siljeström          | 6-3, 0-6, [12-10]                      |                                        |
| 2014 (1)                                  | Tomasz Bednarek Henri Kontinen               | Ken Skupski Neal Skupski                | 3-6, 7-63, [12-10]                     |                                        |
| Neckarcup, Heilbronn, terre battue (int.) |                                              |                                         |                                        |                                        |
| 2014 (2)                                  | Andre Begemann Tim Pütz                      | Jesse Huta Galung Rameez Junaid         | 6-3, 6-3                               |                                        |
| 2015                                      | Mateusz Kowalczyk Igor Zelenay               | Dominik Meffert Tim Pütz                | 6-4, 6-3                               |                                        |
| 2016                                      | Sander Arends Tristan-Samuel Weissborn       | Nikola Mektić Antonio Šančić            | 6-3, 6-4                               |                                        |
| 2017                                      | Roman Jebavý Antonio Šančić                  | Adil Shamasdin Igor Zelenay             | 6-4, 6-1                               |                                        |
| 2018                                      | Rameez Junaid David Pel                      | Kevin Krawietz Andreas Mies             | 6-2, 2-6, [10-7]                       |                                        |
| 2019                                      | Kevin Krawietz Andreas Mies                  | Andre Begemann Fabrice Martin           | 6-2, 6-4                               |                                        |
| 2020                                      | Édition annulée (pandémie de Covid-19)       | Édition annulée (pandémie de Covid-19)  | Édition annulée (pandémie de Covid-19) | Édition annulée (pandémie de Covid-19) |
| 2021                                      | Nathaniel Lammons Jackson Withrow            | André Göransson Sem Verbeek             | 64-7, 6-4, [10-8]                      |                                        |
| 2022                                      | Nicolás Barrientos Miguel Ángel Reyes-Varela | Jelle Sels Bart Stevens                 | 7-5, 6-3                               |                                        |
| 2023                                      | Constantin Frantzen Hendrik Jebens           | Victor Vlad Cornea Philipp Oswald       | 7-67, 6-4                              |                                        |